# Fred Rabe
Frederik „Fred“ Rabe (* 1. Mai 1996 in Cottbus) ist ein deutscher Sänger, Gitarrist und Perkussionist. Er wurde durch die Band Giant Rooks bekannt.

## Leben
Frederik Rabe wuchs in Hamm auf. Bereits mit acht Jahren hatte er seine erste Punkband zusammen mit seinem Cousin Finn Schwieters. Nachdem sie sich einige Zeit aus den Augen verloren hatten, gründeten die beiden schließlich 2014 die Art-Rock-Band Giant Rooks. Dort spielt er Gitarre, singt und macht die Perkussion. Deren Debütalbum Rookery erreichte 2020 Platz 3 der deutschen Charts. Als seine Einflüsse bezeichnet er Justin Vernon von Bon Iver, James Blake, Arcade Fire und Feist.
Mit seiner Band Giant Rooks spielte Rabe bereits als Vorprogramm von Kraftklub. Am 12. November 2021 veröffentlichte der Kraftklub-Sänger Kummer mit dem Song Der letzte Song (Alles wird gut) seine als letztes Solowerk angekündigte Single, bei der Fred Rabe als Featuring vertreten ist. Sie wurde somit dessen erstes Solowerk. Die beiden Musiker traten am gleichen Tag im ZDF Magazin Royale auf. Das Lied erreichte Platz eins der deutschen Singlecharts.

## Diskografie

### Weitere Veröffentlichungen
- 2021: Kummer – Der letzte Song (Alles wird gut) (Featuring)